# Chronicon Veronense
Il Chronicon Veronense, anche noto come Cronica Verone o Annales Veronenses, è un'antica cronaca di tipo annalistico, in lingua latina e volgare veneto, relativa agli avvenimenti della città di Verona e del suo territorio, all'incirca dal 1115 fino al XVI secolo. Il nucleo originario dell'opera (fino circa all'anno 1260) si deve al notaio Parisio (o Paride) da Cerea. Nei secoli successivi, anonimi continuatori ripresero e proseguirono la narrazione parisiana, integrandovi altre notizie e modificando od espungendo quelle già presenti, e producendone diversi volgarizzamenti.

## Edizioni
Edizioni parziali:
- Chronicon Veronense ab anno 1117 ad annum usque 1278, auctore Parisio de Cereta, ab aliis vero continuatum ad annum usque 1375, a cura di Ludovico Antonio Muratori, in Rerum Italicarum scriptores, VIII, Milano 1726.
- Annales Veronenses, a cura di Georg Heinrich Pertz, in Monumenta Germaniae Historica, Scriptores, XIX, Hannover 1866.

Edizione critica moderna:
- Il «Chronicon Veronense» di Paride da Cerea e dei suoi continuatori, a cura di R. Vaccari, Legnago, 2014.